# Vescomtat de Rasès
Vescomtat de Rasès és la denominació que va portar el comtat de Rasès del 1082 al 1209, sota els Trencavell i sempre unit a Carcassona. El 1209 va ser conquerit per Simó de Montfort. El 1218, mort Simó, va passar al seu fill Amalric. La rebel·lió dels càtars el 1224 el va expulsar i el 1226 va cedir els seus drets a la corona francesa. El 1227 les tropes reials tornaven a dominar el Rasès que com a vescomtat fou definitivament incorporat el 1247 per cessió del darrer Trencavell. Els drets de sobirania comtal els va renunciar el rei Jaume I al Tractat de Corbeil el 1258.